# IC 710
IC 710 је спирална галаксија у сазвјежђу Лав која се налази на листи објеката дубоког неба у Индекс каталогу.
Деклинација објекта је + 25° 52' 34" а ректасцензија 11h 34m 27,3s. Привидна величина (магнитуда) објекта IC 710 износи 14,9 а фотографска магнитуда 15,7. IC 710 је још познат и под ознакама CGCG 126-98, PGC 35750.